# Avviso ad opponendum
L'avviso ad opponendum, nel diritto pubblico italiano, è la comunicazione data dal committente di un'opera pubblica al termine dei lavori onde permettere a eventuali creditori dell'appaltatore di rivendicare diritti loro spettanti entro un termine stabilito. Decorso tale termine senza che i creditori abbiano avanzato richieste, esse non possono più essere presentate né soddisfatte per via amministrativa, ferma restando per il creditore la facoltà di ricorrere per via civile o penale.

## Procedura
La procedura è stabilita dall'art. 218 del D.P.R. 207/2010:
- all'atto della redazione del certificato di ultimazione dei lavori il responsabile unico del procedimento (R.U.P.) chiede al sindaco del comune nel cui territorio gli stessi sono stati eseguiti di pubblicare nell'albo pretorio un avviso contenente l'invito a coloro che vantino crediti nei confronti dell'appaltatore, per esempio per indebite occupazioni di aree o stabili oppure danni arrecati nell'esecuzione dei lavori,a presentare entro un termine non superiore a sessanta giorni le ragioni dei loro crediti e la relativa documentazione;
- se l'intervento ha riguardato il territorio di più comuni la procedura di cui sopra si ripete per l'albo pretorio di ciascun comune interessato;
- trascorso il termine stabilito il sindaco trasmette al R.U.P. l'attestazione dell'avvenuta pubblicazione e gli eventuali reclami presentati da terzi interessati;
- il R.U.P., qualora ravvisi legittimità dei crediti, invita l'appaltatore a soddisfarli;
- il R.U.P. invia al collaudatore i documenti ricevuti dal sindaco, aggiungendo il suo parere in merito a ciascun titolo di credito ed eventualmente le prove dell'avvenuto soddisfacimento (totale o parziale) dei diritti di terzi a carico dell'appaltatore.